# Stenichneumon ephippiatus
Stenichneumon ephippiatus är en stekelart som först beskrevs av Dalla Torre 1902.  Stenichneumon ephippiatus ingår i släktet Stenichneumon och familjen brokparasitsteklar. Arten är reproducerande i Sverige. Inga underarter finns listade i Catalogue of Life.